# Szałwinek
Szałwinek (dawniej Szadówko) – osada w Polsce położona w województwie pomorskim, w powiecie kwidzyńskim, w gminie Kwidzyn przy drodze wojewódzkiej nr 525.
W latach 1975–1998 miejscowość administracyjnie należała do województwa elbląskiego.